# Copidozoum sagittiferum
Copidozoum sagittiferum är en mossdjursart som beskrevs av Harmer 1926. Copidozoum sagittiferum ingår i släktet Copidozoum och familjen Calloporidae. Inga underarter finns listade i Catalogue of Life.